# زان یار دلنوازم شکری‌ست با شکایت
غزلی با مطلع «زان یار دلنوازم شکری‌ست با شکایت»، غزل شمارهٔ ۹۴ از دیوانِ حافظ در تصحیحِ محمد قزوینی و قاسم غنی است.

## وزن
مفعول فاعلاتن مفعول فاعلاتن (مضارع مثمن اخرب) 

## در اجراها
عبدالوهاب شهیدی در برنامهٔ شمارهٔ ۱۳۱ از مجموعهٔ گل‌های تازه این غزل را در گوشهٔ شوشتری اجرا کرده است.
نماهنگ «رندان تشنه لب» محمد حسین پویانفر